# Pena-roja (Capafonts)
El Pena-roja és una muntanya de 1.031 metres que es troba al municipi de Capafonts, a la comarca catalana del Baix Camp.